# Kolej linowa w ogrodzie zoologicznym w Pradze
Kolej linowa w ogrodzie zoologicznym w Pradze – kolej linowa (krzesełkowa) funkcjonująca w praskim ogrodzie zoologicznym, łącząca części ogrodu zlokalizowane na różnych wysokościach. Jest najkrótszą koleją linową w Czechach. 

## Historia
Pierwsze pomysły na zbudowanie kolei linowej w praskim zoo pojawiły się w latach 60. XX wieku, jednak budowę zainicjowano w 1970, a linię oddano do użytku dopiero w 1977. Właścicielem był początkowo ogród zoologiczny, a operatorem Środkowoczeski Park Kultury i Wypoczynku. W 1978 z powodu poważnych usterek technicznych wstrzymano przewozy. Odrestaurowano ją w 1981, a operatorem został Dopravní podnik hlavního města Prahy (miejskie przedsiębiorstwo komunikacyjne). Kolej nie kursuje w okresie zimowym, nie wchodzi w taryfę zintegrowanej komunikacji publicznej (Pražská integrovaná doprava) i nie przewozi psów.

## Parametry techniczne
- długość trasy: 105,9 metrów
- różnica wysokości pomiędzy stacjami: 50,1 metra
- moc silnika: 725 obr/min (13 kW)
- średnie nachylenie liny: 28°12'
- zdolność przewozowa: 720 osób na godzinę
- liczba podpór: 4
- rok produkcji: 1970
- liczba miejsc: 60
- nośność siedziska: 90 kg
- prędkość transportu: 0,85 m/s[2]
- czas jazdy w jedną stronę: 136 sekund[4]